# Shigeo Itō
Shigeo Itō (jap. 伊藤 繁雄 Itō Shigeo; * 21. Januar 1945 in Shūnan, Yamaguchi) ist ein ehemaliger japanischer Tischtennisspieler und gehörte in den 1960er und 1970er Jahren zu den besten Tischtennisspielern der Welt.
Itō spielte zunächst linkshändig, stellte aber sein Spiel auf die rechte Hand um. Er hielt den Schläger im japanischen Penholder-Stil und spielte ein spinbetontes, temporeduziertes Offensivspiel.
Shigeo Itō wurde 1969 in München 2-facher Weltmeister
- im Herreneinzel (als er nach 0:2 Satzrückstand noch mit 3:2 Sätzen gegen Eberhard Schöler gewann) und
- mit der Herrenmannschaft (in der er zusammen mit Nobuhiko Hasegawa und Mitsuru Kōno gegen das deutsche Team (Eberhard Schöler, Bernt Jansen, Wilfried Lieck) mit 5:3 siegte).

1971 in Nagoya wurde er noch einmal Vizeweltmeister, als er als Titelverteidiger im Finale überraschend gegen den 18-jährigen Stellan Bengtsson verlor. Besonders bemerkenswert an Shigeo Itō ist, dass er seine Erfolge ohne Trainer erzielte. Seine Technik erarbeitete er sich allein durch die Beobachtung anderer Spieler und eigene Experimente. Seinen Weltmeistertitel 1969 verdankte er nicht zuletzt auch Hikosuke Tamasu, der ihn in der Pause nach dem 3. Satz (bei 1:2 Satzrückstand) zu einem Taktikwechsel überredete, um den unangenehmen Schnittwechseln Schölers aus dem Wege zu gehen.

## Vereine
- Senshū-Universität, Tokio

## Erfolge
- Teilnahme an Tischtennisweltmeisterschaften
  - 1969 in München
    - 1. Platz Einzel
    - 1. Platz mit Herrenteam
    - 3. Platz Doppel (mit Mitsuru Kōno)
    - 3. Platz Mixed-Doppel (mit Toshiko Kowada)

  - 1971 in Nagoya
    - 2. Platz Einzel
    - 2. Platz mit Herrenteam

## Turnierergebnisse
| Verband | Veranstaltung           | Jahr | Ort      | Land | Einzel       | Doppel        | Mixed      | Team |
| ------- | ----------------------- | ---- | -------- | ---- | ------------ | ------------- | ---------- | ---- |
| JPN     | Asienmeisterschaft TTFA | 1970 | Nagoya   | JPN  | Halbfinale   | Gold          | Halbfinale | 1    |
| JPN     | Asienmeisterschaft TTFA | 1968 | Jakarta  | INA  | Silber       | Silber        | Gold       | 1    |
| JPN     | Asienmeisterschaft TTFA | 1967 | Singapur | SIN  |              | Gold          |            | 1    |
| JPN     | Weltmeisterschaft       | 1989 | Dortmund | FRG  | keine Teiln. | letzte 64     | letzte 32  |      |
| JPN     | Weltmeisterschaft       | 1975 | Calcutta | IND  | letzte 128   | Halbfinale    | Halbfinale | 6    |
| JPN     | Weltmeisterschaft       | 1971 | Nagoya   | JPN  | Silber       | Viertelfinale | letzte 16  | 2    |
| JPN     | Weltmeisterschaft       | 1969 | München  | FRG  | Gold         | Halbfinale    | Halbfinale | 1    |